# Узовский сельсовет
Узо́вский сельсовет (белор. Узоўскі сельсавет; до 1990 г. — Калининский) — административная единица на территории Буда-Кошелёвского района Гомельской области Республики Беларусь. Административный центр — деревня Уза.

## История
После второго укрупнения БССР с 8 декабря 1926 года Калининский сельсовет в составе Уваровичского района Гомельского округа БССР. Центр — деревня Калинино. После упразднения окружной системы 26 июля 1930 года в Уваровичском районе БССР. С 20 февраля 1938 года в составе Гомельской области. 16 июля 1954 года к сельсовету присоединена территория упразднённого Руденецкого сельсовета. С 17 апреля 1962 года в составе Буда-Кошелёвского района. В 1976 году центр сельсовета перенесён в деревню Руденец. 17 декабря 1990 года центр сельсовета перенесён в деревню Уза, сельсовет переименован в Узовский. В 2007 году Узовский сельсовет отнесён к пригородной зоне Гомеля.
В состав Калининского сельсовета входили до 1973 года посёлок Новый, до 1990 года деревня Рассветная и посёлок Гудок (не существуют).

## Состав
Узовский сельсовет включает 7 населённых пунктов:
- Борки — посёлок
- Калинино — деревня
- Красное Знамя — посёлок
- Рогозище — посёлок
- Руденец — деревня
- Тихиничи — деревня
- Уза — деревня